# Туровецьке сільське поселення
Турове́цьке сільське поселення (рос. Туровецкое сельское поселение) — сільське поселення у складі Міжріченського району Вологодської області Росії.
Адміністративний центр — селище Туровець.

## Населення
Населення сільського поселення становить 672 особи (2019; 781 у 2010, 1124 у 2002).

## Історія
1999 року до складу Туровецької сільської ради була приєднана ліквідована Кожуховська сільська рада. Того ж року у складі Туровецької сільради перебувало 10 населених пунктів. 2006 року сільрада перетворена в сільське поселення.

## Склад
До складу сільського поселення входять:
| Населений пункт          | Населення, осіб (2002) | Населення, осіб (2010) |
| ------------------------ | ---------------------- | ---------------------- |
| Воробйово, присілок      | 0                      | 0                      |
| Голуби, присілок         | 1                      | 0                      |
| Дороватка, присілок      | 2                      | 1                      |
| Кожухово, присілок       | 68                     | 17                     |
| Нижній Починок, присілок | 4                      | 1                      |
| Підболотна, присілок     | 0                      | 0                      |
| Селища, присілок         | 2                      | 3                      |
| Слободка, присілок       | 11                     | 4                      |
| Туровець, селище         | 1027                   | 750                    |
| Уваровиця, присілок      | 9                      | 5                      |